# Соколов, Юрий Александрович
Юрий Александрович Соколов (род. 2 декабря 1948) — советский борец классического стиля, призёр чемпионатов СССР и Европы, мастер спорта СССР международного класса (1969). Увлёкся борьбой в 1965 году. В 1968 году выполнил норматив мастера спорта СССР. Участвовал в девяти чемпионатах СССР. Победитель международных турниров. Оставил большой спорт в 1977 году.

## Спортивные результаты
- Чемпионат СССР по классической борьбе 1969 года — ;
- Чемпионат СССР по классической борьбе 1971 года — ;
- Чемпионат СССР по классической борьбе 1973 года — ;
- Чемпионат СССР по классической борьбе 1976 года — ;